# سلیمان دوم (روم)
ابوالفتح رکن‌الدین سلیمان شاه ابن قلج ارسلان معروف به سلیمان دوم با نام کامل رکن‌الدین سلیمان شاه یکی از سلاطین سلجوقیان روم در بین سال‌های ۱۱۹۶ تا ۱۲۰۴ بود.

وی فرزند قلج ارسلان دوم بود و برادرش کیخسرو یکم را سرنگون کرد و به سلطنت رسید. در سال ۱۲۰۱ او ارزروم را تسخیر کرد. در جنگ با امپراتوری روم شرقی موفق ظاهر شد. در نبرد باسیان در سال ۱۲۰۳ مقابل مردم گرجی شکست خورد.

قلج ارسلان سوم از سال ۱۲۰۴ تا ۱۲۰۵ جانشین وی شد. پس از او کیخسرو یکم دوباره تاج و تخت را تصاحب کرد.